# Sunbaker
Sunbaker é uma fotografia em preto e branco de 1937 do fotógrafo modernista australiano Max Dupain. Ele retrata a cabeça e os ombros de um homem deitado na praia, tirados de um ângulo baixo. A foto icônica foi descrita como "quintessencialmente australiana", uma "espécie de ícone do modo de vida australiano", e "indiscutivelmente a mais amplamente reconhecida de todas as fotos australianas".
A foto mostra a cabeça e os ombros de um homem deitado de bruços na areia. Sua cabeça, inclinada para a esquerda, está apoiada em um braço e o outro braço está deitado na areia diante dele. A foto é tirada de um ângulo muito baixo e frontal, de forma que nada mais do assunto possa ser visto. O sol parece estar quase diretamente sobre sua cabeça e projeta grande parte do objeto em sombras profundas, enquanto reflete nas gotas de água em seus braços e costas. O assunto ocupa grande parte da metade superior do trabalho, com a metade inferior consistindo em uma área vazia e brilhante de areia. A imagem pode ser vista como "formando uma única forma piramidal posicionada contra o horizonte."
Dupain tirou a foto em 1937 em Culburra Beach, uma pequena cidade na Costa Sul de Nova Gales do Sul. O  homem na fotografia é Harold Salvage (1905-1991), um construtor britânico, que fazia parte de um grupo de amigos em uma viagem de surfe. A primeira versão da imagem de Sunbaker (com as mãos de Harold entrelaçadas) apareceu apenas uma vez, em um livreto de edição limitada intitulado Max Dupain: fotografias que foi publicada por Hal Missingham em 1948. Esta era a versão preferida de Dupain, mas infelizmente o negativo original foi perdido. Como resultado, as impressões que se tornaram seu trabalho mais famoso foram impressas a partir de um segundo negativo que mostra a mão do banhista relaxada.
A versão mais familiar da fotografia não foi impressa até uma retrospectiva do trabalho de Dupain em 1975 no Centro Australiano de Fotografia, Sydney. A única impressão vintage conhecida da versão original foi doada para a Biblioteca Estadual de Nova Gales do Sul como uma das mais de 108 estampas vintage compiladas pelo amigo de Dupain, o arquiteto Chris Vandyke, no Álbum Vandyke.